# Décès en 1896
Décès
- 1892
- 1893
- 1894
- 1895
- 1896
- 1897
- 1898
- 1899
- 1900

Cet article présente une liste de personnalités mortes au cours de l'année 1896.

## Décès par mois

### Inconnu
- Giovanni Battista Garberini, peintre et sculpteur italien (° 1819).
- Mikhail Touchmalov, compositeur russe d'origine géorgienne (° 1861).

### Janvier
- 2 janvier : Walthère Frère-Orban, homme politique belge (° 24 avril 1812).
- 5 janvier : Francesco Saverio Altamura, peintre italien (° 5 août 1822).
- 6 janvier : Joseph Suchet, peintre de marines français (° 28 juillet 1824).
- 8 janvier : Paul Verlaine, poète français (° 30 mars 1844).
- 9 janvier : Guillaume Vogels, peintre belge (° 9 juin 1836).
- 17 janvier : Friedrich Krüger, homme politique et diplomate allemand (° 22 septembre 1819).
- 24 janvier : Désiré François Laugée, peintre naturaliste et poète français (° 25 janvier 1823).
- 25 janvier :
  - Frederic Leighton, peintre et sculpteur britannique (° 3 décembre 1830).
  - Vicente Palmaroli, peintre espagnol (° 1834).
- 29 janvier :  Jules Bordier, pianiste, compositeur et chef d'orchestre français (° 21 décembre 1846).

### Février
- 2 février : Vincenzo Petrocelli, peintre italien (° 6 juillet 1823).
- 9 février : Arthur Quentin de Gromard, musicien français (° 1er août 1821).
- 12 février : Ambroise Thomas, compositeur français (° 5 août 1811).
- 28 février : Ante Starčević, homme politique et écrivain croate (° 23 mai 1823).

### Mars
- 5 mars : Évariste de Valernes, peintre français (° 24 juin 1816).
- 9 mars : Louise Haenel de Cronenthall, compositrice autrichienne (° 18 juin 1836).
- 18 mars : Camille Rogier, peintre et illustrateur français (° 1er février 1810).
- 20 mars : Louis de Gonzague Baillargé, avocat canadien (° 18 février 1808).

### Avril
- 4 avril : Ernest Ange Duez, peintre, illustrateur, pastelliste et aquarelliste français (° 7 mars 1843).
- 13 avril : John Christian Schultz, homme politique canadien (° 1er janvier 1840).
- 22 avril : Mårten Eskil Winge, peintre suédois (° 21 septembre 1825).

### Mai
- 14 mai : Évariste-Vital Luminais, peintre français (° 13 octobre 1821).

- 18 mai : Otto von Camphausen, homme politique allemand (° 21 octobre 1812).
- 20 mai : Clara Schumann, pianiste et compositrice allemande, épouse du musicien Robert Schumann (° 13 septembre 1819).
- 24 mai : Joseph-Victor Ranvier, peintre de genre et portraitiste français (° 9 juillet 1832).
- 29 mai : Auguste Daubrée, géologue français (° 25 juin 1814).

### Juin
- 8 juin : Jules Simon (François-Jules Suisse), philosophe et homme d'État français (° 27 décembre 1814).
- 9 juin : Adolphe Danhauser, musicien, pédagogue, théoricien de la musique et compositeur français (° 26 février 1835).
- 16 juin :
  - Léon Delahaye, compositeur français (° 22 novembre 1844).
  - Anton Ebert, peintre autrichien (° 29 juin 1845),
- 19 juin : Jules Grison, organiste et compositeur français (° 7 décembre 1842).
- 23 juin : Joseph Prestwich, géologue britannique (° 12 mars 1812).
- 25 juin : Samuel Leonard Tilley, pharmacien et homme politique canadien, un des « pères de la Confédération » canadienne (° 8 mai 1818).
- ? juin : Pierre-Adrien-Pascal Lehoux, peintre d'histoire français (° 9 août 1844).*

### Juillet
- 1er juillet : Harriet Beecher Stowe, écrivain américaine, auteur de La Case de l'oncle Tom (° 14 juin 1811).
- 2 juillet : Joanny Domer, peintre français (° 8 août 1833).
- 10 juillet :
  - Leandro N. Alem, homme politique argentin (° 11 mars 1842).
  - Ludwig Meinardus, compositeur, chef d'orchestre et écrivain sur la musique allemand (° 17 septembre 1827).
- 18 juillet : Joséphine Rostkowska, médecin militaire polonaise (° 19 mars 1784).
- 24 juillet : Constant De Bruycker, peintre belge (° 22 février 1823).
- 26 juillet :
  - August Ferdinand Hopfgarten, peintre allemand (° 17 mars 1807).
  - Théodore Salomé, organiste, maître de chapelle et compositeur français (° 20 janvier 1834).

### Août
- 10 août : Otto Lilienthal, aviateur allemand (° 23 mai 1848).
- 13 août : Sir John Everett Millais, peintre britannique (° 8 juin 1829).
- 23 août : Gioacchino Pagliei, peintre italien (° 1852).

### Septembre
- 7 septembre : François Vernay, peintre français (° 1er novembre 1821).
- 13 septembre :
  - Charles Marionneau, peintre paysagiste, historien de l'art et archéologue français (° 18 août 1823).
- 1896 : Jules Rochard, médecin français, président de l'Académie nationale de médecine (° 30 octobre 1819).
- 16 septembre : Antônio Carlos Gomes, compositeur d'opéras brésilien (° 11 juillet 1836).
- 23 septembre : Gilbert Duprez, chanteur d'opéra français (° 6 décembre 1806).
- 24 septembre : Emmanuel Benner, peintre français (° 28 mars 1836).

### Octobre
- 3 octobre : William Morris, peintre, écrivain et designer textile britannique (° 24 mars 1834).
- 10 octobre : Jules Garcin, violoniste, chef d'orchestre et compositeur français (° 11 juillet 1830).
- 11 octobre : Anton Bruckner, compositeur autrichien (° 4 septembre 1824).
- 15 octobre : Juan Gómez de Lesaca, matador espagnol (° 24 juin 1867).
- 20 octobre : Félix Tisserand, astronome français (° 13 janvier 1845).
- 24 octobre : Hippolyte Lavoignat, graveur sur bois et peintre français (° 25 janvier 1813).
- 27 octobre : Alexeï Bogolioubov, peintre de marines russe (° 28 mars 1824).
- 29 octobre : Jan Verhas, peintre belge (° 9 janvier 1834).

### Novembre
- 5 novembre : Karl Verner, linguiste danois (° 7 mars 1846).
- 9 novembre : Émile Delperée, peintre belge (° 15 septembre 1850).
- 11 novembre : Félix Lionnet, peintre français (° 15 décembre 1832).
- 15 novembre : Ferdinand Dümmler, philologue et archéologue allemand (° 10 février 1859).
- 27 novembre : Étienne-Antoine Parrocel, peintre et écrivain français (° 11 octobre 1817).

### Décembre
- 7 décembre : Luis Ricardo Falero, peintre espagnol (° 23 mai 1851).
- 10 décembre : Alfred Nobel, industriel suédois et instigateur des prix Nobel (° 21 octobre 1833).
- 30 décembre : José Rizal, poète, écrivain et homme politique philippin (° 19 juin 1861).